# Wincasa
Wincasa ist ein Immobilien-Dienstleister der Schweiz mit rund 1'048 Mitarbeitenden. Wincasa gehört zur Implenia Gruppe und bewirtschaftet mehr als 254'000 Objekte mit einem Anlagewert von rund CHF 83 Milliarden. Die 1999 gegründete Aktiengesellschaft mit Hauptsitz in Winterthur ist an über 30 Standorten in allen Schweizer Landesteilen präsent. Das Portfolio von Wincasa beinhaltet sowohl Wohnobjekte, Büros wie auch Retailflächen. 

## Geschichte
Wincasa wurde 1999 als Tochtergesellschaft der Credit Suisse Group gegründet. Sie ging aus der Zusammenlegung der Liegenschaftsabteilung der damaligen Winterthur Versicherungen und den Aktivitäten von Real Estate Asset Management der Credit Suisse hervor. 2021 verkaufte die Credit Suisse Group die Wincasa AG an die Immobiliengesellschaft Swiss Prime Site. Diese wiederum verkaufte das Unternehmen 2023 weiter an den Baukonzern Implenia.

## Zahlen und Fakten pro Geschäftsbereich
Wincasa deckt die Bereiche Planung, Bau, Bewirtschaftung und Revitalisierung von Liegenschaften ab.
Im Bereich Bewirtschaftung weist Wincasa 87‘700 Wohnungen und 7.7 Millionen Quadratmeter Büro- und Gewerbeflächen auf. Ihre Bewirtschaftungsdienstleistungen bietet Wincasa Firmen und institutionellen Anlegern an. Sie umfassen die Steigerung von Rendite und Immobilienwert, Mieterbetreuung, Gebäude- und Betriebskostenmanagement, Liegenschaftsunterhalt, Wohnen mit Dienstleistungen/Wohnen im Alter und die Bewirtschaftung von Spezialimmobilien.
Zusätzlich bewirtschaftet Wincasa 82 Shopping Center und 31 Areale. Wincasa bietet Eigentümern solcher Immobilien ein vollständiges Management. Dazu gehört die Sicherstellung des kommerziellen Erfolgs sowie die Strategieentwicklung von Einkaufszentren und Immobilien mit gemischter Nutzung.
Im Bereich Bau und strategisches Facility Management betreut Wincasa rund 1'000 Bauprojekte pro Jahr. Wincasa bietet in diesem Bereich Bauherrentreuhand, Projekt- und Baumanagement, strategisches und baubegleitendes Facility Management, Energiemanagement, Analysen und Due Diligence sowie Projekt-Controlling und Garantiemanagement an.